# Grande Fratello (sesta edizione)
La sesta edizione del reality show Grande Fratello è andata in onda in diretta in prima serata su Canale 5 dal 19 gennaio al 27 aprile 2006. È durata 99 giorni, ed è stata condotta per la 1ª volta da Alessia Marcuzzi, con la partecipazione dell'inviato Marco Liorni per la 6ª volta consecutiva.
L'edizione è stata vinta da Augusto De Megni che si è aggiudicato il montepremi di 900.000 €.

## Concorrenti
L'età dei concorrenti si riferisce al momento dell'ingresso nella casa.
| Concorrente             | Età     | Professione             | Luogo di nascita   | Stato                |
| ----------------------- | ------- | ----------------------- | ------------------ | -------------------- |
| Augusto De Megni        | 25 anni | Studente e calciatore   | Perugia            | Vincitore            |
| Filippo Bisciglia       | 28 anni | Commerciante            | Roma               | Secondo classificato |
| Fabiano Reffe           | 25 anni | Bodyguard               | Frosinone          | Terzo classificato   |
| Simone Falsaperla       | 26 anni | Modello, studente       | Roma               | Eliminato            |
| Laura Torrisi           | 26 anni | Modella                 | Catania            | Eliminata            |
| Simona Salvemini        | 29 anni | Commerciante            | Milano             | Eliminata            |
| Eleonora Ranzani        | 20 anni | Commessa                | Torino             | Eliminata            |
| Man Lo Zhang            | 25 anni | Studentessa             | Chongqing          | Eliminata            |
| Rosario Rannisi         | 26 anni | Studente                | Catania            | Eliminato            |
| Patrizia Sangregorio    | 39 anni | Consulente matrimoniale | Torino             | Eliminata            |
| Franco Alvisi           | 28 anni | Scrittore               | Bologna            | Eliminato            |
| Isabella "Isa" Iaquinta | 25 anni | Modella, DJ             | Crotone            | Eliminata            |
| Pier Renato Esposito    | 33 anni | Medico                  | Cassino            | Eliminato            |
| Leila Ben Khalifa       | 23 anni | Studentessa             | Tunisi             | Eliminata            |
| Elena Canevazzi         | 28 anni | Studentessa             | Modena             | Eliminata            |
| Lucio Calligarich       | 29 anni | Studente                | Vizzolo Predabissi | Ritirato             |
| Thomas Cuni             | 26 anni | Impiegato               | Cesena             | Eliminato            |
| Francesca Cipriani      | 21 anni | Speaker                 | Popoli             | Eliminata            |
| Giovanna Rigato         | 24 anni | Neolaureata             | Vittorio Veneto    | Eliminata            |
| Danilo Martino Dettori  | 24 anni | Barista                 | Sassari            | Eliminato            |

## Tabella delle nomination
|             | Settimana 1                | Settimana 2                       | Settimana 3                   | Settimana 4                      | Settimana 5                   | Settimana 6           | Settimana 7              | Settimana 8                | Settimana 8                                                        | Settimana 9                            | Settimana 10             | Settimana 11               | Settimana 12             | Settimana 13            | Ultima settimana                 | Numero totale di nomination |
| Giorno 50   | Settimana 1                | Settimana 2                       | Settimana 3                   | Settimana 4                      | Settimana 5                   | Settimana 6           | Settimana 7              | Giorno 57                  |                                                                    | Settimana 9                            | Settimana 10             | Settimana 11               | Settimana 12             | Settimana 13            | Ultima settimana                 | Numero totale di nomination |
| ----------- | -------------------------- | --------------------------------- | ----------------------------- | -------------------------------- | ----------------------------- | --------------------- | ------------------------ | -------------------------- | ------------------------------------------------------------------ | -------------------------------------- | ------------------------ | -------------------------- | ------------------------ | ----------------------- | -------------------------------- | --------------------------- |
| Augusto     | Niente nomination          | Fabiano Simona                    | Elena P. Renato               | Man-Lò P. Renato                 | P. Renato Rosario             | Eleonora Filippo      | Patrizia Simona          | Eleonora Patrizia          | Fabiano                                                            | Fabiano Rosario                        | Eleonora Fabiano Man-Lò  | Eleonora Fabiano           | Fabiano Laura            | Fabiano Filippo         | Vincitore (Giorno 99)            | 13                          |
| Filippo     | Niente nomination          | Franco Laura                      | Franco Leila                  | Isa Rosario                      | Augusto P. Renato             | Eleonora Fabiano      | Eleonora Patrizia        | Eleonora Rosario           | Augusto Rosario                                                    | Eleonora Rosario                       | Eleonora Laura Man-Lò    | Eleonora Laura             | Laura Simon              | Laura Simon             | Secondo classificato (Giorno 99) | 12                          |
| Fabiano     | Niente nomination          | Francesca Laura                   | Franco Leila                  | Isa Leila                        | Rosario Simon                 | Isa Patrizia          | Franco Patrizia          | Laura Simon                | Augusto                                                            | Augusto Simon                          | Augusto Laura Simon      | Augusto Laura              | Laura Simon              | Laura Simon             | Terzo classificato (Giorno 99)   | 25                          |
| Simon       | Niente nomination          | Francesca Franco                  | Elena P. Renato               | Man-Lò P. Renato                 | Franco P. Renato              | Eleonora Simona       | Franco Patrizia          | Augusto Rosario            | Augusto                                                            | Augusto Man-Lò                         | Augusto Man-Lò Simona    | Augusto Simona             | Augusto Simona           | Augusto Filippo         | Eliminati (Giorno 92)            | 25                          |
| Laura       | Niente nomination          | Augusto Filippo                   | Lucio P. Renato               | P.Renato Simon                   | Augusto P. Renato             | Eleonora Filippo      | Eleonora Patrizia        | Patrizia Rosario           | Augusto                                                            | Augusto Rosario                        | Augusto Eleonora Man-Lò  | Augusto Eleonora           | Filippo Simona           | Augusto Filippo         | Eliminati (Giorno 92)            | 19                          |
| Simona      | Niente nomination          | Francesca Franco                  | Franco Leila                  | Leila Rosario                    | Franco P. Renato              | Eleonora Simon        | Franco Patrizia          | Patrizia Rosario           | Fabiano Rosario                                                    | Eleonora Rosario                       | Eleonora Laura Man-Lò    | Eleonora Simon             | Laura Simon              | Eliminata (Giorno 85)   | Eliminata (Giorno 85)            | 18                          |
| Eleonora    | Non in casa                | Non in casa                       | Non in casa                   | Non in casa                      | Immune                        | Fabiano Filippo       | Franco Rosario           | Fabiano Filippo            | Fabiano                                                            | Fabiano Filippo                        | Filippo Laura Simona     | Fabiano Filippo            | Eliminata (Giorno 78)    | Eliminata (Giorno 78)   | Eliminata (Giorno 78)            | 22                          |
| Man Lo      | Niente nomination          | Augusto Simona                    | Lucio P. Renato               | Fabiano P. Renato                | Augusto Simon                 | Isa Patrizia          | Eleonora Patrizia        | Eleonora Patrizia          | Fabiano Simon                                                      | Eleonora Simon                         | Laura Simon Simona       | Eliminata (Giorno 71)      | Eliminata (Giorno 71)    | Eliminata (Giorno 71)   | Eliminata (Giorno 71)            | 9                           |
| Rosario     | Non in casa                | Non in casa                       | Immune                        | Leila Simona                     | P. Renato Simon               | Isa Man-Lò            | Laura Simona             | Patrizia Simon             | Fabiano                                                            | Fabiano Simon                          | Eliminato (Giorno 64)    | Eliminato (Giorno 64)      | Eliminato (Giorno 64)    | Eliminato (Giorno 64)   | Eliminato (Giorno 64)            | 15                          |
| Patrizia    | Non in casa                | Non in casa                       | Non in casa                   | Non in casa                      | Immune                        | Augusto Isa           | Laura Simona             | Fabiano Rosario            | Eliminata (Giorno 57)                                              | Eliminata (Giorno 57)                  | Eliminata (Giorno 57)    | Eliminata (Giorno 57)      | Eliminata (Giorno 57)    | Eliminata (Giorno 57)   | Eliminata (Giorno 57)            | 15                          |
| Franco      | Niente nomination          | Filippo Simon                     | Leila Simona                  | Leila Simona                     | P. Renato Simon               | Augusto Isa           | Augusto Simona           | Eliminato (Giorno 50)      | Eliminato (Giorno 50)                                              | Eliminato (Giorno 50)                  | Eliminato (Giorno 50)    | Eliminato (Giorno 50)      | Eliminato (Giorno 50)    | Eliminato (Giorno 50)   | Eliminato (Giorno 50)            | 14                          |
| Isa         | Non in casa                | Non in casa                       | Immune                        | Augusto Rosario                  | P. Renato Simon               | Augusto Franco        | Eliminata (Giorno 43)    | Eliminata (Giorno 43)      | Eliminata (Giorno 43)                                              | Eliminata (Giorno 43)                  | Eliminata (Giorno 43)    | Eliminata (Giorno 43)      | Eliminata (Giorno 43)    | Eliminata (Giorno 43)   | Eliminata (Giorno 43)            | 7                           |
| Pier Renato | Non in casa                | Immune                            | Elena Simon                   | Laura Simon                      | Fabiano Simon                 | Eliminato (Giorno 36) | Eliminato (Giorno 36)    | Eliminato (Giorno 36)      | Eliminato (Giorno 36)                                              | Eliminato (Giorno 36)                  | Eliminato (Giorno 36)    | Eliminato (Giorno 36)      | Eliminato (Giorno 36)    | Eliminato (Giorno 36)   | Eliminato (Giorno 36)            | 18                          |
| Leila       | Non in casa                | Immune                            | Augusto Simona                | Augusto Simona                   | Eliminata (Giorno 29)         | Eliminata (Giorno 29) | Eliminata (Giorno 29)    | Eliminata (Giorno 29)      | Eliminata (Giorno 29)                                              | Eliminata (Giorno 29)                  | Eliminata (Giorno 29)    | Eliminata (Giorno 29)      | Eliminata (Giorno 29)    | Eliminata (Giorno 29)   | Eliminata (Giorno 29)            | 8                           |
| Elena       | Niente nomination          | Augusto Franco                    | Fabiano P. Renato             | Eliminata (Giorno 22)            | Eliminata (Giorno 22)         | Eliminata (Giorno 22) | Eliminata (Giorno 22)    | Eliminata (Giorno 22)      | Eliminata (Giorno 22)                                              | Eliminata (Giorno 22)                  | Eliminata (Giorno 22)    | Eliminata (Giorno 22)      | Eliminata (Giorno 22)    | Eliminata (Giorno 22)   | Eliminata (Giorno 22)            | 4                           |
| Lucio       | Niente nomination          | Augusto Francesca                 | Elena P. Renato               | Ritirato (Giorno 16)             | Ritirato (Giorno 16)          | Ritirato (Giorno 16)  | Ritirato (Giorno 16)     | Ritirato (Giorno 16)       | Ritirato (Giorno 16)                                               | Ritirato (Giorno 16)                   | Ritirato (Giorno 16)     | Ritirato (Giorno 16)       | Ritirato (Giorno 16)     | Ritirato (Giorno 16)    | Ritirato (Giorno 16)             | 2                           |
| Thomas      | Non in casa                | Non in casa                       | Eliminati (Giorno 15)         | Eliminati (Giorno 15)            | Eliminati (Giorno 15)         | Eliminati (Giorno 15) | Eliminati (Giorno 15)    | Eliminati (Giorno 15)      | Eliminati (Giorno 15)                                              | Eliminati (Giorno 15)                  | Eliminati (Giorno 15)    | Eliminati (Giorno 15)      | Eliminati (Giorno 15)    | Eliminati (Giorno 15)   | Eliminati (Giorno 15)            | 0                           |
| Francesca   | Niente nomination          | Augusto Simon                     | Eliminati (Giorno 15)         | Eliminati (Giorno 15)            | Eliminati (Giorno 15)         | Eliminati (Giorno 15) | Eliminati (Giorno 15)    | Eliminati (Giorno 15)      | Eliminati (Giorno 15)                                              | Eliminati (Giorno 15)                  | Eliminati (Giorno 15)    | Eliminati (Giorno 15)      | Eliminati (Giorno 15)    | Eliminati (Giorno 15)   | Eliminati (Giorno 15)            | 4                           |
| Giovanna    | Niente nomination          | Eliminata (Giorno 8)              | Eliminata (Giorno 8)          | Eliminata (Giorno 8)             | Eliminata (Giorno 8)          | Eliminata (Giorno 8)  | Eliminata (Giorno 8)     | Eliminata (Giorno 8)       | Eliminata (Giorno 8)                                               | Eliminata (Giorno 8)                   | Eliminata (Giorno 8)     | Eliminata (Giorno 8)       | Eliminata (Giorno 8)     | Eliminata (Giorno 8)    | Eliminata (Giorno 8)             | 0                           |
| Danilo      | Eliminato (Giorno 1)       | Eliminato (Giorno 1)              | Eliminato (Giorno 1)          | Eliminato (Giorno 1)             | Eliminato (Giorno 1)          | Eliminato (Giorno 1)  | Eliminato (Giorno 1)     | Eliminato (Giorno 1)       | Eliminato (Giorno 1)                                               | Eliminato (Giorno 1)                   | Eliminato (Giorno 1)     | Eliminato (Giorno 1)       | Eliminato (Giorno 1)     | Eliminato (Giorno 1)    | Eliminato (Giorno 1)             | 0                           |
| Nominati    | Elena Giovanna             | Augusto Francesca Franco          | Elena Franco Leila PierRenato | Leila Manlo Rosario Simon Simona | PierRenato Simon              | Eleonora Isa          | Franco Patrizia          | Patrizia Rosario           | Augusto Eleonora Fabiano Filippo Laura Man Lo Rosario Simon Simona | Augusto Eleonora Fabiano Rosario Simon | Eleonora Laura Man Lo    | Augusto Eleonora           | Laura Simon Simona       | Augusto Laura Simon     | Augusto Fabiano Filippo          |                             |
| Ritirati    | Nessuno                    | Nessuno                           | Lucio                         | Nessuno                          | Nessuno                       | Nessuno               | Nessuno                  | Nessuno                    | Nessuno                                                            | Nessuno                                | Nessuno                  | Nessuno                    | Nessuno                  | Nessuno                 | Nessuno                          |                             |
| Espulsi     | Nessuno                    | Nessuno                           | Nessuno                       | Nessuno                          | Nessuno                       | Nessuno               | Nessuno                  | Nessuno                    | Nessuno                                                            | Nessuno                                | Nessuno                  | Nessuno                    | Nessuno                  | Nessuno                 | Nessuno                          |                             |
| Eliminati   | Danilo 46% per entrare     | Francesca 47% per eliminare       | Elena 40% per eliminare       | Leila 36% per eliminare          | Pier Renato 79% per eliminare | Isa 75% per eliminare | Franco 59% per eliminare | Patrizia 56% per eliminare | Fabiano 3 (+2) voti per eliminare                                  | Rosario 33% per eliminare              | Man Lo 45% per eliminare | Eleonora 73% per eliminare | Simona 51% per eliminare | Laura 50% per eliminare | Fabiano 28% (su 3)               |                             |
| Eliminati   | Giovanna 79% per eliminare | Thomas non scelto dai concorrenti | Elena 40% per eliminare       | Leila 36% per eliminare          | Pier Renato 79% per eliminare | Isa 75% per eliminare | Franco 59% per eliminare | Patrizia 56% per eliminare | Fabiano 3 (+2) voti per eliminare                                  | Rosario 33% per eliminare              | Man Lo 45% per eliminare | Eleonora 73% per eliminare | Simona 51% per eliminare | Simon 37% per eliminare | Augusto 38% per vincere          |                             |

- Nota 1: Augusto e Danilo sono al ballottaggio del pubblico nella prima puntata; il televoto si esprime a favore di Augusto. Inoltre una tra Elena e Giovanna verrà eliminata in apertura di seconda puntata.
- Nota 2: Elena è immune dalle nomination in quanto migliore della settimana.
- Nota 3: I ragazzi vengono divisi in due case attigue. Anche le nomination sono divise tra      nababbi e      tapini, i più nominati di ogni gruppo vanno al televoto.
- Nota 4: Pier Renato è il migliore della settimana, per questa ragione si salva e non va al televoto.
- Nota 5: Non ci sono distinzioni tra nababbi e tapini, ma i concorrenti possono nominare solo uomini a causa della penuria di donne in gioco.
- Nota 6: Simona è la migliore della settimana, per questa ragione si salva e non va al televoto
- Nota 7: Dopo l'eliminazione di Patrizia i concorrenti sono chiamati a eliminare direttamente uno di loro. Dopo la prima votazione Augusto e Fabiano sono pari a quota tre, la seconda votazione spetta a chi, nella prima, non ha indicato il nome di uno dei due. Fabiano riceve altri due voti e sarebbe eliminato, ma il gruppo rinuncia a 100 000 euro del montepremi finale per tenerlo in gara.
- Nota 8: Augusto è il migliore della settimana, per questa ragione si salva e non va al televoto.
- Nota 9: Filippo è il migliore della settimana, per questa ragione si salva e non va al televoto. Dopo l'eliminazione di Laura i quattro finalisti vanno al televoto per una seconda eliminazione in diretta: esce Simon.

## Episodi di particolare rilievo
- La casa del Grande Fratello è stata suddivisa in due appartamenti: la casa dei nababbi (con relativi comfort) per i ricchi, e la casa dei tapini, per i poveri. Per la prima settimana i concorrenti vengono reclusi nella sola casa dei tapini ed è nascosta loro l'esistenza dell'altra casa. A partire dalla seconda settimana il gruppo dei concorrenti si divide: una parte va a vivere nella casa dei nababbi, una parte in quella dei tapini.
- Cambia la conduttrice: Alessia Marcuzzi, che a causa di questo impegno lascia Le Iene. Cambia anche il compositore: è Flavio Conforti, che sentiamo ancora oggi nella sigla del programma. Invece i musicisti rimangono gli stessi: Dado Parisini alla tastiera, Giorgio Secco e Massimo Varini alla chitarra, Cesare Chiodo al basso e Alfredo Golino alla batteria.
- In quest'edizione viene abolita la suite, ma resta il tugurio, ancora più angusto e squallido, che sarà usato tuttavia poco (e prevalentemente da Simona).
- Per la prima volta una madre e una figlia, Patrizia Sangregorio e Eleonora Ranzani, fanno il loro ingresso nella casa del Grande Fratello, in sostituzione del concorrente Lucio Calligarich, che lascia la casa dopo 17 giorni di sua volontà. Per una settimana le due hanno dovuto nascondere agli altri concorrenti la loro parentela. Già nel 2004 nella quarta edizione, erano entrati nella casa un genitore con una figlia ma allora era un padre, Domenico Turi, e sua figlia Ilaria.
- Nella puntata di giovedì 2 marzo 2006 (in contemporanea al Festival di Sanremo) il programma ospita come sempre due cantanti: Al Bano, che canta (in playback) la sua canzone esclusa dal Festival ("Sei la mia luce") e "Nostalgia canaglia" coi tapini, e Loretta Goggi che canta invece coi nababbi (vincitori) Maledetta primavera. In quel momento lo share del Grande Fratello supera quello di Sanremo.
- Tra le prove più curiose, vi è quella in cui i concorrenti hanno dovuto imparare un po' di ungherese. A tal fine, l'ex pornostar Éva Henger visita la casa per una settimana nel ruolo di insegnante.
- Nella puntata di giovedì 16 marzo 2006, in un clima molto teso, il Grande Fratello aveva deciso di far uscire, oltre al concorrente più votato dai telespettatori, anche un secondo concorrente votato dagli stessi abitanti della casa. I concorrenti votano Fabiano, ma in seguito alle forti critiche del pubblico in studio, che ha fischiato la possibile esclusione di Fabiano, e alla forte tensione che questa decisione ha creato nella Casa, il Grande Fratello propone il rientro di Fabiano in cambio di 100000 € (decurtati dal montepremi finale 1000000 €). I ragazzi accettano l'offerta del Grande Fratello: i 100000 € vengono devoluti alla Fabbrica del Sorriso, l'iniziativa di Mediafriends, ONLUS del gruppo Mediaset diretta a raccogliere fondi per l'infanzia disagiata.
- Il 9 e 10 aprile 2006 i 6 inquilini rimanenti della casa si recano nei loro rispettivi seggi per votare alle elezioni politiche. Augusto a Perugia, Laura a Prato, Simona a Milano, Filippo e Simon a Roma e Fabiano a Ceccano (FR). I ragazzi sono usciti dalla casa "scortati" dalla produzione del programma che li ha accompagnati in macchina ai loro rispettivi seggi. A Ceccano è stato necessario l'intervento dei Carabinieri per permettere a Fabiano di recarsi al seggio, è la prima volta in cui avviene una "esternazione" di concorrenti ancora in gara nel reality.
- Per la prima volta in tv vi è un passaggio di concorrenti tra 2 reality in corso: 3 concorrenti eliminati dal Grande Fratello (Franco Alvisi, Rosario Rannisi, Pier Renato Esposito) passano all'altro reality di Canale 5, La fattoria. I tre si contendono al televoto un posto nella fattoria marocchina: vince Rosario mentre gli altri due tornano in Italia dopo un solo giorno di permanenza. Il siciliano, ultimo arrivato in ordine cronologico nella Fattoria, ne sarà poi anche il vincitore.
- Il vincitore di quest'edizione è Augusto De Megni, un giovane perugino già noto alle cronache perché vittima all'età di 10 anni di un sequestro organizzato dall'Anonima sarda durato 110 giorni (dal 3 ottobre 1990 al 29 gennaio 1991). Prima di entrare al Grande Fratello Augusto era stato intervistato da Giovanni Minoli nel programma La storia siamo noi e dopo aver raccontato l'esperienza del sequestro ha dichiarato che avrebbe fatto i provini per entrare al Grande Fratello.
- Per la prima volta nel reality, il podio è dominato da un solo sesso, quello maschile: oltre al vincitore Augusto troviamo al secondo posto Filippo e al terzo Fabiano. La prima donna, Laura, è al 5º posto dietro Simon.

## Ascolti
| Puntata             | Messa in onda    | Telespettatori | Share  |
| ------------------- | ---------------- | -------------- | ------ |
| 1                   | 19 gennaio 2006  | 7 633 000      | 36,76% |
| 2                   | 26 gennaio 2006  | 7 495 000      | 33,99% |
| 3                   | 2 febbraio 2006  | 6 730 000      | 31,72% |
| 4                   | 9 febbraio 2006  | 6 816 000      | 32,36% |
| 5                   | 16 febbraio 2006 | 6 203 000      | 29,27% |
| 6                   | 23 febbraio 2006 | 5 598 000      | 27,05% |
| 7                   | 2 marzo 2006     | 5 340 000      | 28,44% |
| 8                   | 9 marzo 2006     | 5 912 000      | 28,96% |
| 9                   | 16 marzo 2006    | 6 402 000      | 31,00% |
| 10                  | 23 marzo 2006    | 6 153 000      | 30,38% |
| 11                  | 30 marzo 2006    | 6 504 000      | 31,52% |
| 12                  | 6 aprile 2006    | 6 104 000      | 33,51% |
| 13                  | 13 aprile 2006   | 6 181 000      | 31,05% |
| Semifinale          | 20 aprile 2006   | 6 485 000      | 31,35% |
| Finale              | 27 aprile 2006   | 7 463 000      | 37,80% |
| Media               | Media            | 6 494 000      | 31,68% |
| La nostra avventura | 4 maggio 2006    | 4 702 000      | 23,15% |